# جيم روني (ملحن)
جيم روني (بالإنجليزية: Jim Rooney)‏ هو ملحن ومنتج أسطوانات أمريكي، ولد في 28 يناير 1938.

## وصلات خارجية
- جيم روني على موقع IMDb (الإنجليزية)
- جيم روني على موقع ميوزك برينز (الإنجليزية)
- جيم روني على موقع ديسكوغز (الإنجليزية)